# مارسي ميلر
مارسي ميلر (بالإنجليزية: Marci Miller)‏ هي ممثلة وعارضة أزياء أمريكية ولدت في يوم 2 أغسطس 1988 في قرية نورث ليبرتي في ولاية إنديانا. بدأت التمثيل في سنة 2009، اشتهرت بالتمثيل في مسلسل أيام حياتنا بدور أبيغيل ديفيرو. فازت مرتين بجائزة إيمي.

## روابط خارجية
- مارسي ميلر على موقع IMDb (الإنجليزية)
- مارسي ميلر على موقع قاعدة بيانات الفيلم (الإنجليزية)